# Ein solches Ding
Ein solches Ding (Schreibweise auf dem Cover: E1N SOLCHES D¿NG…) ist ein 1989 veröffentlichtes kommunikatives Kartenspiel des schweizerischen Spieleerfinders Urs Hostettler. Es wurde in die Auswahlliste für das Spiel des Jahres 1989 aufgenommen und belegte ein Jahr danach den dritten Platz beim Deutschen Spielepreis. Das Spiel erschien auf Deutsch 1989 bei Fata Morgana, 1990 bei F.X. Schmid und 1998 bei Abacus. Die englische Version wird von Valley Games vertrieben.
1998 erschien bei Abacus die Erweiterung Noch ein solches Ding.

## Spielablauf

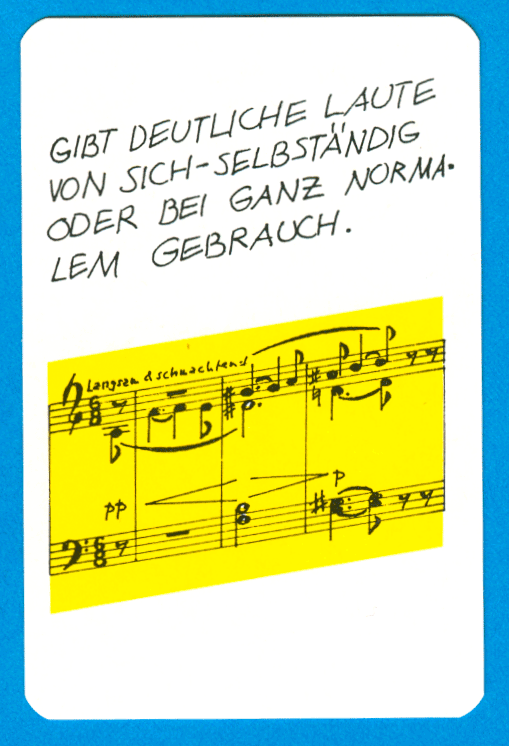
Karte

Das Spiel besteht aus Spielkarten, die ein Attribut bzw. ein Kriterium eines Objektes enthalten. Es steht beispielsweise auf einer Spielkarte „wird meist wieder geflickt, wenn es kaputt geht“ oder „kommt in einem mir bekannten Sprichwort oder Werbeslogan vor“. Die Spielidee besteht darin, dass nach einem Objekt (Ding) gesucht werden soll, welches alle Attribute erfüllt. Das Objekt kann ein generelles (Bsp. „Buch“) oder auch ein spezielles (Bsp. „ein verfallenes Buch von Franz Kafka“) sein. Es darf aber nie ein unmögliches oder wenig wahrscheinliches Objekt sein, z. B. eine „Banane mit Ohren“. Gültige Ausnahmen sind konkrete real existierende Objekte, wie z. B. die Pelztasse von Meret Oppenheim. Die Frage, was als Lösung noch durchgehen kann und was nicht, löst muntere Diskussionen aus. Auch darauf kam es Urs Hostettler an: Es geht nicht nur ums Gewinnen. „Das echte Spielziel ist es aber, unbändig viel Spaß miteinander zu haben.“
Der Spielablauf ist ähnlich wie beim Spiel Anno Domini. Es werden von den Mitspielern in der Tischmitte Karten in eine Reihe gelegt. Der am Zug befindliche Spieler hat die Möglichkeit, die gespielten Karten zu ergänzen oder den vorgängigen Spieler anzuweisen, dass er ein Objekt angeben soll, welches alle Kriterien der Karten erfüllt. Kann der befragte Spieler ein Objekt benennen, so muss der fragende Spieler drei Karten vom Kartenreservoir aufnehmen. Kann der Spieler kein plausibles Objekt benennen, so muss er drei Karten aufnehmen.

## Strategie
Mit jeder zusätzlich gelegten Karte wird die Aufgabe, ein Objekt zu finden, schwieriger. Fällt einem Spieler kein Objekt mehr ein, besteht ein Konflikt für ihn, nämlich abzuwägen, ob der vorhergehende Spieler noch ein Objekt benennen könnte und ob der nachfolgende Spieler nach dem Objekt fragen wird. In einer solchen Situation kann eine Strategie sein, Karten mit Attributen zu legen, welche die Lösungsmenge der möglichen Objekte möglichst wenig einschränken.